# Ildebrando D'Arcangelo

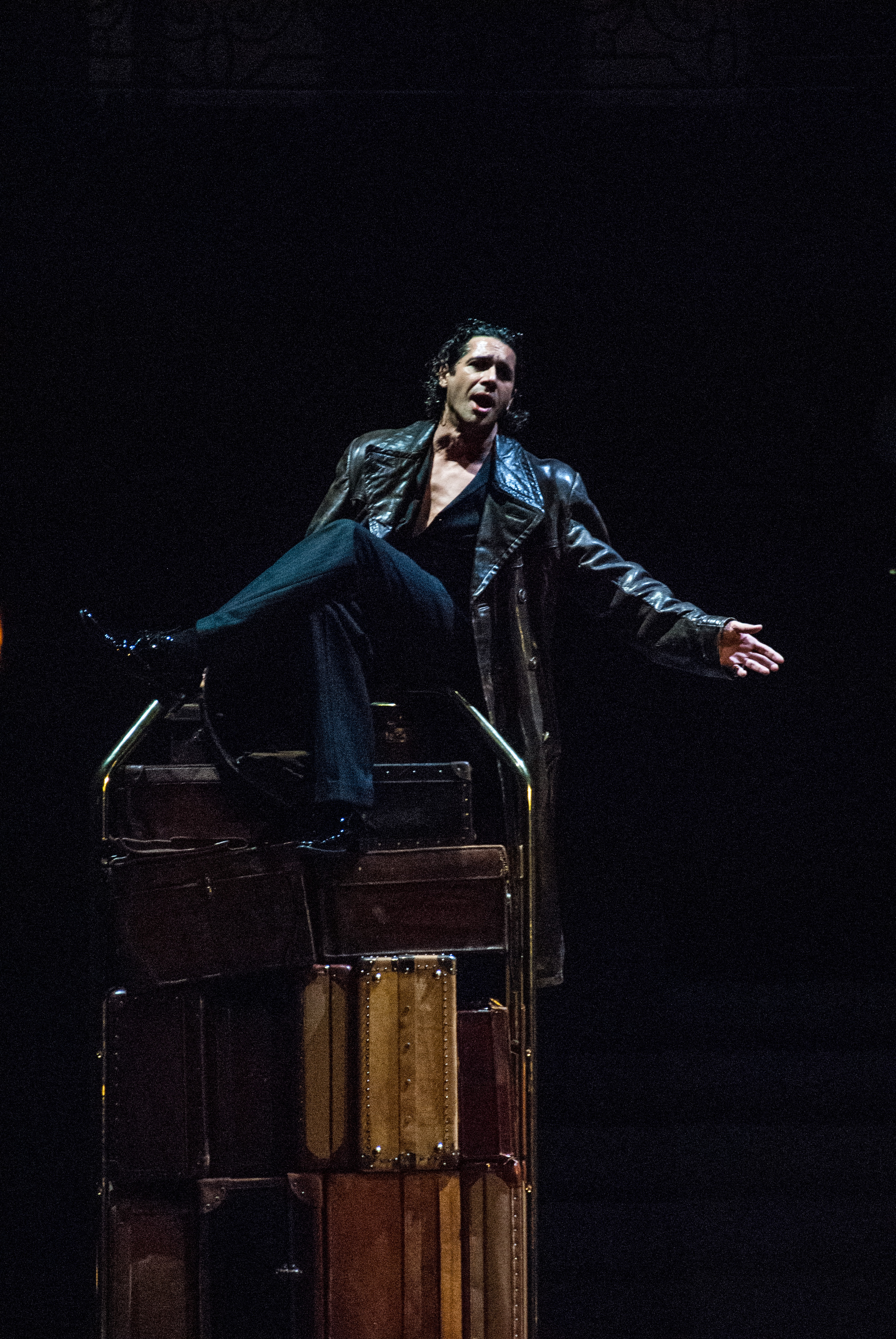
Ildebrando d´Arcangelo i rollen som "Don Giovanni" i Mozarts opera med samma namn.

Ildebrando D'Arcangelo, född 14 december 1969, är en italiensk operasångare (bas-baryton). 
Han föddes i Pescara, Abruzzi i Italien och påbörjade 1985 studier vid konservatorium Luisa d´Annuninzio i Pescara och fortsatte i Bologna vid Paride Venturi La Scuola Dell’opera Italiana. Från 1989 till 1991 deltog han i tävlingen "Concorso Internazionale Toti Dal Monte" i Treviso, Italien och vann tävlingen 1989 och 1991.
Debuten gjordes i Mozarts "Cosi fan tutte" och "Don Giovanni". 
D'Arcangelo har samarbetat med dirigenter som Claudio Abbado, Valery Gergiev, George Solti, Ricardo Muti, Nicolaus Harnoncourt. Ildebrando d´Arcangelo har sjungit vid operor som La Scala i Milano,  Metropolitan Opera i New York,  Royal Opera House Covent Garden i  London, vid Opéra National (Bastille) i Paris, Lyriska Operan i Chicago, Wiens Staatsoper och vid Festpelen i Salzburg.
På Deutsche Grammophone har Ildebrando D'Arcangelo gett ut soloalbum med Händels arior i september 2009 och Mozarts arior i april 2011.
Ildebrando D'Arcangelo gavs titeln kammarsångare i Österrike i december 2014.